# Spilosoma okinawana
Spilosoma okinawana là một loài bướm đêm thuộc phân họ Arctiinae, họ Erebidae.